# Guerra a la italiana
Guerra a la italiana (títol original en italià: Due marines e un generale) és una comèdia italiana de Luigi Scattini estrenada el 1965. Ha estat doblada al català.

## Argument
A l'Àfrica del Nord, 1943, Joe (Ciccio Ingrassia) i Frank (Franco Salvat), dos soldats italiano-americains són enviats per l'Estat major per espiar el General Von Kassler. Es perden en una tempesta de sorra amb el seu jeep i són fets presos pels alemanys. Al seu lloc de comandament, coneixen del General Von Kassler (Buster Keaton), que té en secret un menyspreu per a les tesis nazis. Von Kassler deixa Joe i Frank fugir amb falsos plànols de les posicions alemanyes, amb l'esperança d'enganyar el barri general americà. Però, per un pur atzar, els dos presoners porten els plànols autèntics. Es faran seguir pels nazis a través del país i hauran de fer prova d'astúcia per amagar-se d'ells...!!!
Destacar que el paper de B. Keaton és mut excepte al final en què diu: "Gràcies".

## Repartiment
- Franco Franchi: Frank
- Ciccio Ingrassia: Joe
- Buster Keaton: General von Kassler
- Martha Hyer: Tinent Inge Schultze
- Fred Clark: General Zacharias
- Barbara Loy: Inger
- Ignazio Dolce

## Al voltant de la pel·lícula
- El personatge del general Von Kassler és inspirat en Erwin Rommel. D'altra banda, sent anomenat Rommel "la guineu del desert", Von Kassler és anomenat "la guineu de les dunes".